# Rhynchospora capillacea
Rhynchospora capillacea là loài thực vật có hoa trong họ Cói. Loài này được Torr. miêu tả khoa học đầu tiên năm 1823.

## Hình ảnh

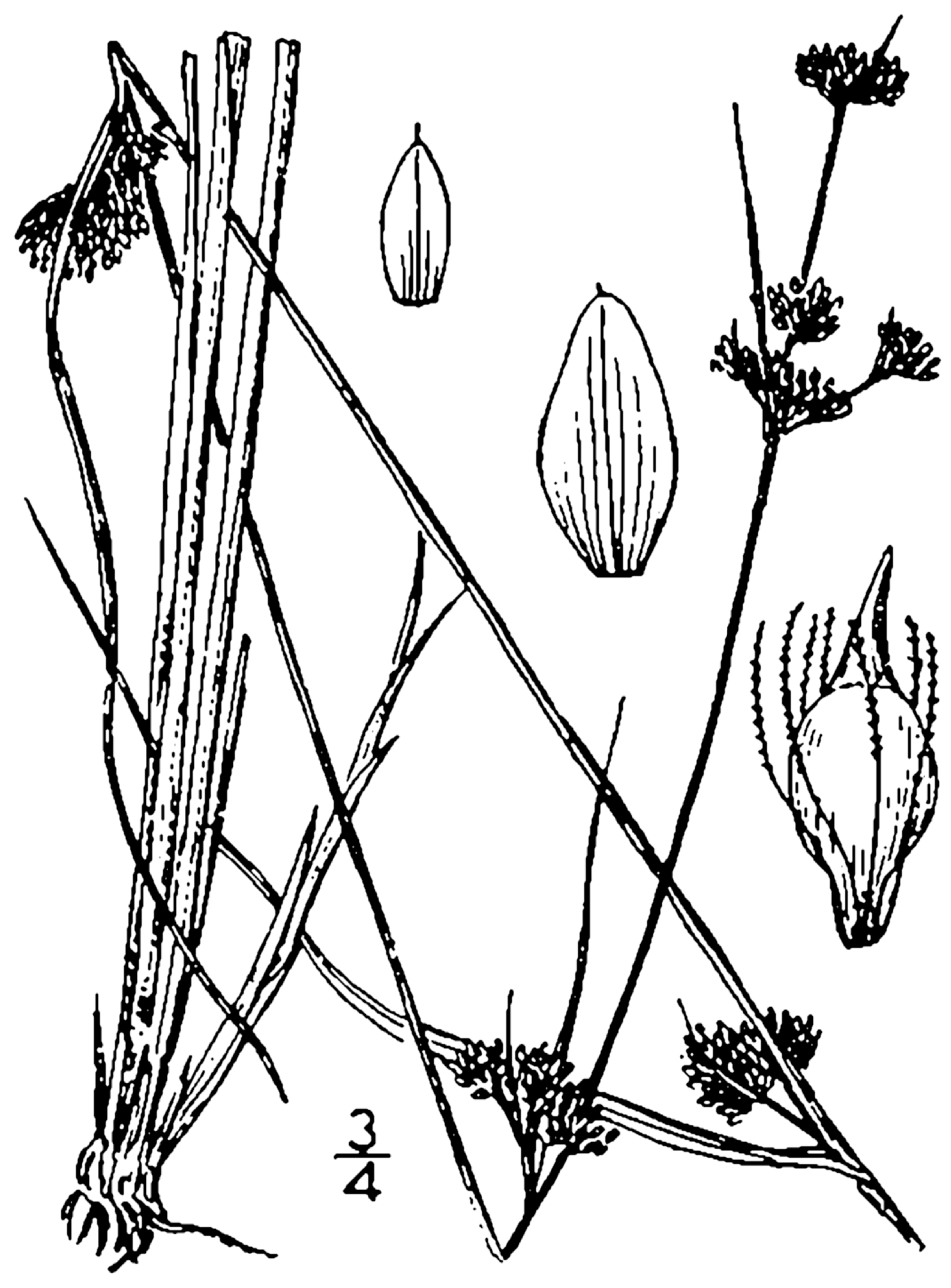